# 畠山重宗
畠山 重宗（はたけやま しげむね）は、平安時代末期から鎌倉時代初期に栄えた畠山家、畠山重能の子。
新潟県新潟市中央区にある蒲原神社社記写によると、畠山六郎重宗は貞応年中（西暦1222年～1223年）に、蒲原神社（当時は青海神社五社宮）に参籠したとある。
兄畠山重忠が北条時政の謀略によって討たれたのが、元久2年（西暦1205年）であり、当時重宗は奥州に行っていた。とあることから、その後20年経って、越後の地に定住した事になる
神社口伝によれば、畠山六郎重宗が農業の成果を占う御託籤を始め、その的中率の高さから近傍農民の信仰を集め、「六郎の御託籤」として評判となり、蒲原平野の新田開発に連動する形で、各地に末社兼務社が創設される
又、現在でも7月1日には御託宣が執り行われ、これに合わせて開催される、蒲原神社のお祭りは、3日間で24万人が訪れる新潟県三大高市と称される。